# アサンプション (イリノイ州)
アサンプション（英語: Assumption）は、アメリカ合衆国イリノイ州クリスチャン郡の都市。人口は1,155人（2020年国勢調査）。

## 歴史

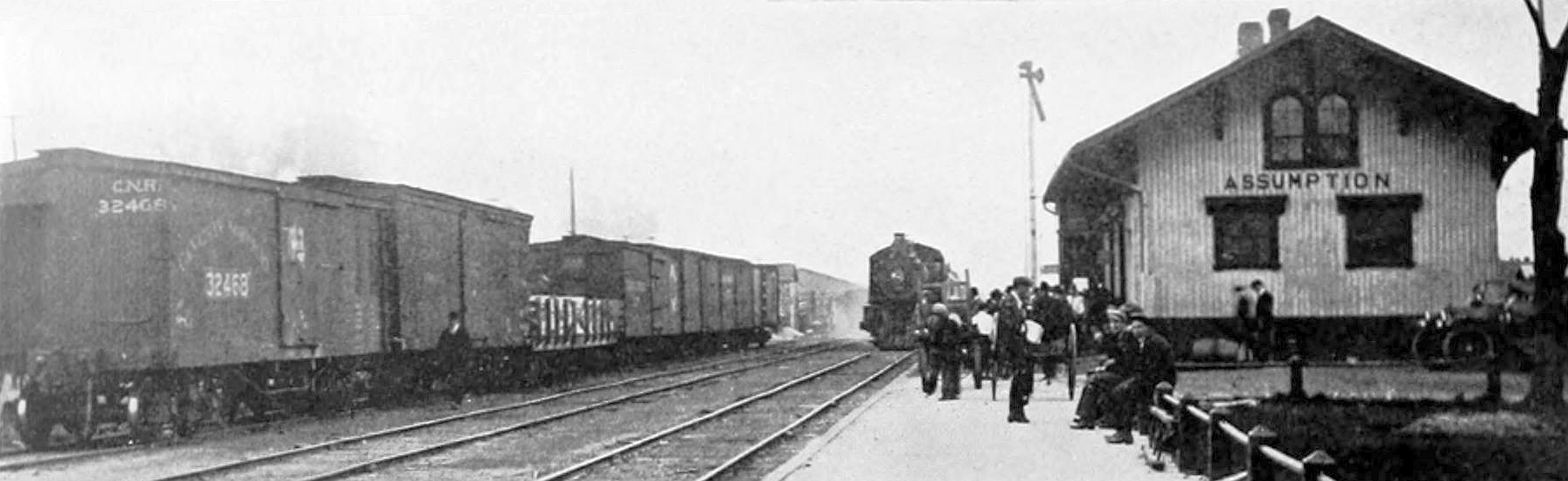
イリノイ・セントラル鉄道のアサンプション停車場（1913年）

イリノイ・セントラル鉄道が敷設されたとき、蒸気機関車の水の補給のため6マイル (9.7 km)毎に集落がつくられた。現在のアサンプション付近にはタクサー（Tacusah）の町が建設された。
1856年12月、ルイジアナ州アサンプション郡出身のフランス系カナダ人のエリゼ・E・マルホット（Elisee E. Malhiot）はタクサー周辺の土地を購入し、故郷の名を冠したフランス系カナダ人の入植地の建設を始めた。マルホットは故郷の150人に移住を勧誘し、アサンプションにはまもなく30軒ほどの住宅が建てられた。1858年にアサンプション郵便局が開局した。
1902年、アサンプションは市として法人化された。
アサンプションの地下1,000フィート (300 m)には炭鉱（1930年代に廃坑）が存在し、州内で最も深いものだと言われている。また1900年にオープンしたファースト・ナショナル・バンクのアサンプション支店はクリスチャン郡で唯一大恐慌中も営業を続けたことから、郡内最古の銀行だと言われている。
アサンプション出身のジョセフ・S・スミス大尉（アメリカ空軍所属）は、ベトナム戦争に従軍中の1971年4月4日にカンボジア上空で撃墜され、長い間行方不明となっていた。長年にわたる調査の結果スミスの遺骨が発見され、2017年8月にアサンプションに埋葬された。

## 地理
クリスチャン郡東部、国道51号線沿いに位置する。市内にある国道51号線とリーフランド通りの交差点は2022年に死亡事故が発生したため、2025年4月より改良工事が行われている。
アメリカ合衆国国勢調査局によると、2023年の総面積は0.99平方マイル (2.6 km2)で、そのうち陸地は0.99平方マイル (2.6 km2)、水域は0平方マイル (0 km2)、割合は0パーセントである。

## 住民
2020年国勢調査によると人口は1,155人である。人種別だと白人が約93パーセントを占める。
| 人種 / 民族 (NH = 非ヒスパニック)           | 人口  | 割合   |
| ------------------------------------------- | ----- | ------ |
| 白人 (NH)                                   | 1,048 | 93.33% |
| アフリカ系アメリカ人 (NH)                   | 6     | 0.52%  |
| ネイティブ・アメリカン・アラスカ先住民 (NH) | 0     | 0.00%  |
| アジア系アメリカ人 (NH)                     | 2     | 0.17%  |
| 太平洋諸島系 (NH)                           | 0     | 0.00%  |
| その他の人種 (NH)                           | 0     | 0.00%  |
| 混血 (NH)                                   | 46    | 3.98%  |
| ヒスパニック/ラテン系アメリカ人             | 23    | 1.99%  |
| 合計                                        | 1,155 | 100%   |

## 教育
1992年までアサンプションは第9アサンプション学区が管轄していたが、1992年に近隣のモウィーカなど共にセントラルA&M学区の管轄となった。セントラルA&Mミドルスクールとボンド小学校はアサンプションに所在している。
アサンプションの南には私立の長老派教会系児童養護施設のケメラー・ビレッジがある。1914年にケメラー孤児院として設立し、1930年にケメラー児童養護施設に、1968年にケメラー・ビレッジとなった。

## 出身人物
- ロイド・バーディック（英語版） - バスケットボール選手
- ジェームズ・T・キャロル（英語版） - ロサンゼルス市議員
- ジョン・ダドラ（英語版） - メジャーリーグベースボールの選手
- ブラント・ハンセン（英語版） - ラジオパーソナリティ・作家